# Pizza Syndicate
Pizza Syndicate – gra ekonomiczno-gangsterska, w której gracz musi stworzyć dobrze prosperującą sieć pizzerii. Gra została wydana w 1999 roku przez CD Projekt. By osiągnąć sukces, można zarówno stworzyć sieć tanich i smacznych pizzerii, jak i uciec się do sabotażu i poprosić o pomoc mafię. Gra zawiera:
- izometryczny widok miast i wnętrz (podobny do SimCity 3000),
- 20 misji,
- 100 postaci i każda z różnymi cechami,
- 80 składników, z których można przyrządzić pizzę,
- możliwość własnej aranżacji wnętrza lokalu,
- opracowanie własnych strategii marketingowych.

Recenzent magazynu „Click!”, Andrzej Cwalina, wystawił grze ocenę 4/6.